# Chamaegigas intrepidus
Chamaegigas intrepidus är en tvåhjärtbladig växtart som beskrevs av Moritz Kurt Dinter och Hans Albrecht Heil. Chamaegigas intrepidus ingår i släktet Chamaegigas och familjen Linderniaceae. Inga underarter finns listade i Catalogue of Life.